# Kłusak orłowski

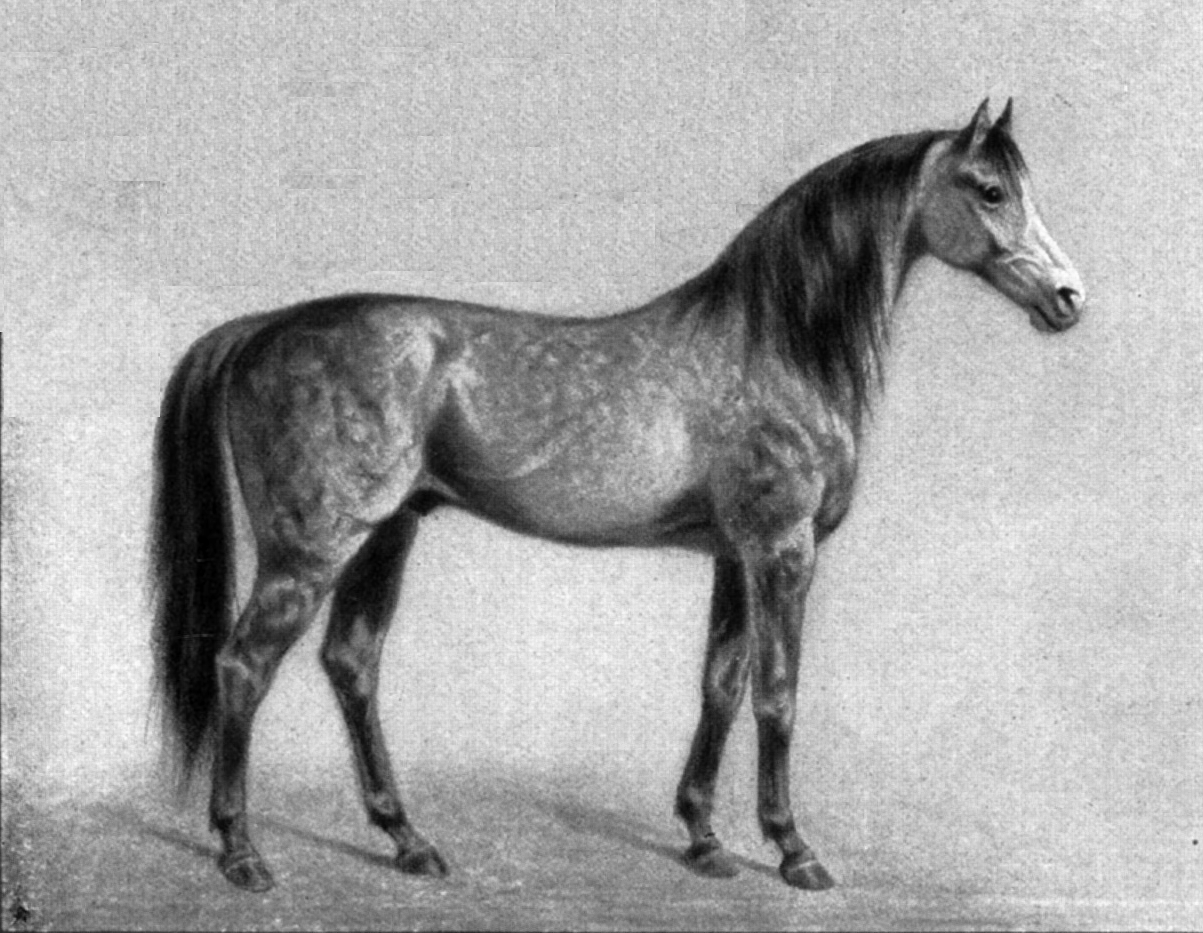
Kłusak orłowski

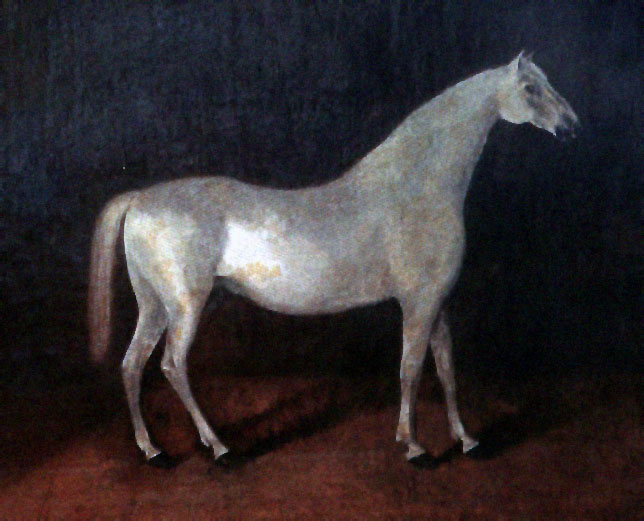
Portret ogiera Śmietanka nieznanego autora

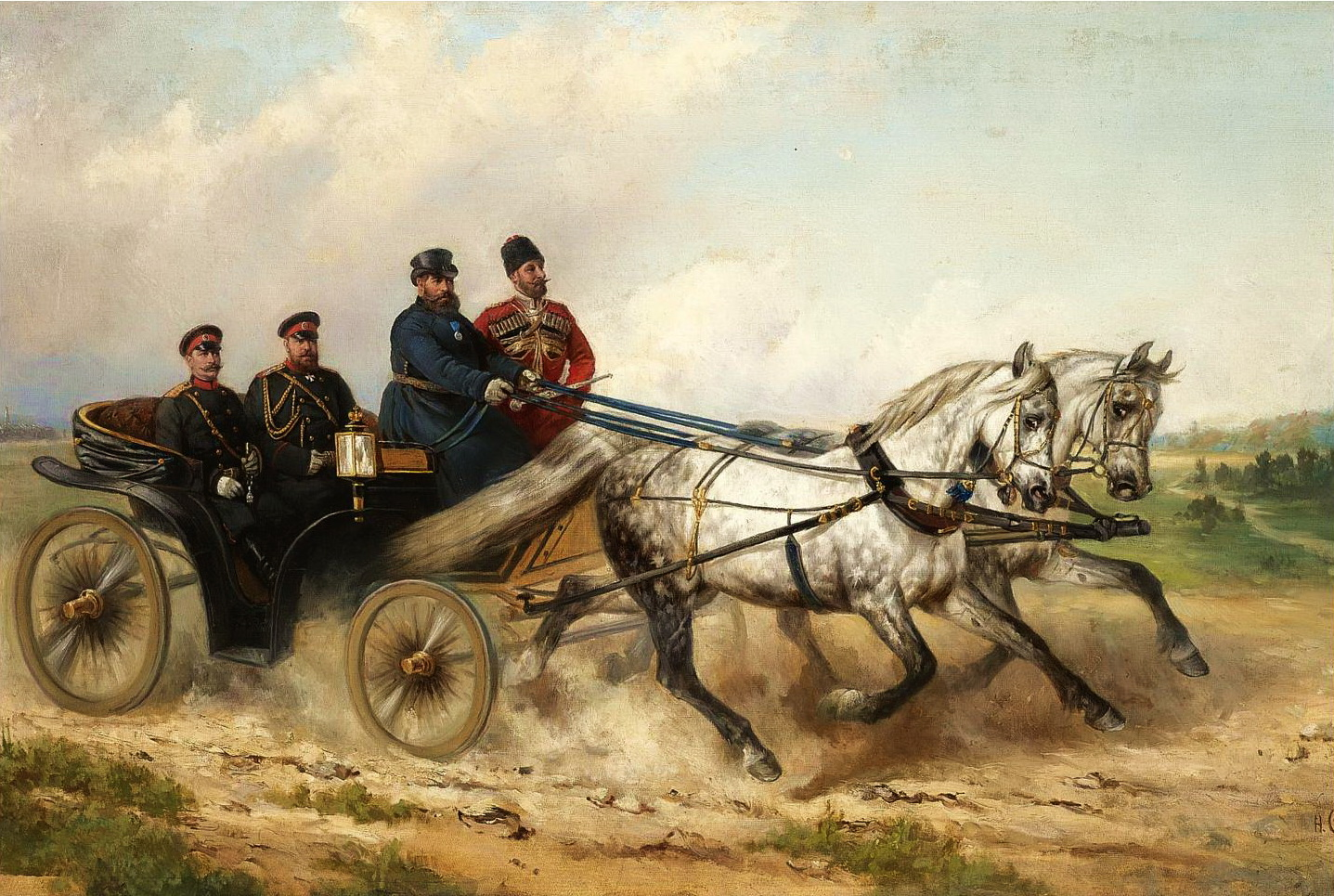
Car Aleksander III w lando zaprzęgnięte w kłusaki orłowskie (malarz Nikolaj Jegorowicz Swierczkow)

Kłusak orłowski – rasa koni powstała w Rosji w XVIII wieku dzięki księciu Aleksiejowi Grigoriewiczowi Orłowowi, w wyniku krzyżowania ogiera arabskiego Smietanka z klaczami duńskimi, holenderskimi, a także meklemburskimi i arabskimi.

## Wygląd i użytkowość
Koń mocnej budowy, eleganckiego pokroju. Głowa o prostym profilu lub lekko garbonosa; szyja długa, wysoko osadzona, często łabędzia. Kłąb długi, grzbiet długi i czasem źle związany (miękki). Kończyny długie (często przesadnie), z niewielkimi szczotkami pęcinowymi (min. obwód pęciny 20 cm) i dużymi kopytami. Zad krótki, z wysoko osadzonym ogonem, skłonności do płytkiej klatki piersiowej. Umaszczenie zwykle kasztanowate, kare lub gniade, często występują odmiany. Konie siwe też nie są rzadkością. Wysokość w kłębie ponad 150 cm do 172 cm, średnio 162 cm.
Kłusaki orłowskie są wszechstronne, ale wyhodowano je jako konie zaprzęgowe. Z założenia przeznaczeniem tej rasy są wyścigi kłusaków; cechuje się ona imponującą akcją w kłusie. Konie te są jednak wolniejsze od nowoczesnych ras wyścigowych.

## Historia
Hrabia Aleksy Orłow-Czesmienskij ok. 1775 był już zbyt tęgi, by jeździć wierzchem; postanowił więc wyhodować rasę dobrych koni powozowych. Za 60 000 rubli kupił orientalnego ogiera Smietanka, który pozostawił po sobie zaledwie piątkę źrebiąt. Ze sparowania jednego z nich z duńską klaczą urodził się ogier Polka, który z następną duńską klaczą wydał na świat ogiera o imieniu Bars I, uważanego za założyciela rasy.
W późniejszym okresie w chrenowskiej stadninie koło miasta Bobrow (Obwód woroneski}, w celu zwiększenia prędkości kłusaków orłowskich krzyżowano je z szybszymi standardbredami, prace te były jednak bezplanowe i chaotycznie prowadzone. W ich wyniku udało się wyhodować kłusaka rosyjskiego (krzyżówkę dwóch ras), za to doprowadzono niemal do upadku kłusaków orłowskich. W ostatniej chwili zarząd Rosyjskich Stadnin Państwowych wydał ostre przepisy dotyczące ochrony rasy. Aktualnie konie te są hodowane przede wszystkim we wschodniej Bułgarii, w stadninie państwowej Karadja. Kłusak orłowski był używany do uszlachetniania miejscowych ras koni.
Jednym z najbardziej znanych koni tej rasy był ogier Kwadrat, który wygrywał niemalże wszystkie wyścigi w grupie otwartej (dla wszystkich kłusaków) i zamkniętej (tylko dla kłusaków orłowskich); jego pomnik stoi obecnie w jednej z rosyjskich stadnin. Innym interesującym kłusakiem orłowskim jest wałach Balagur, który najpierw startował w wyścigach kłusaków, następnie był koniem policyjnym, a potem brał udział w zawodach ujeżdżenia pod Alexandrą Korelovą na wysokim poziomie.